# David M. Rosenthal (réalisateur)
Pour les articles homonymes, voir David Rosenthal.
David M. Rosenthal (né le 23 mars 1969 à New York) est un réalisateur, scénariste et producteur américain de cinéma.
Il est diplômé de l'American Film Institute. 

## Filmographie

### Réalisateur et scénariste
- 1999 : Absence
- 2002 : Waiting for Anna
- 2002 : Dylan's Run
- 2004 : See This Movie
- 2008 : The Golden Door
- 2009 : Falling Up
- 2010 : Janie Jones

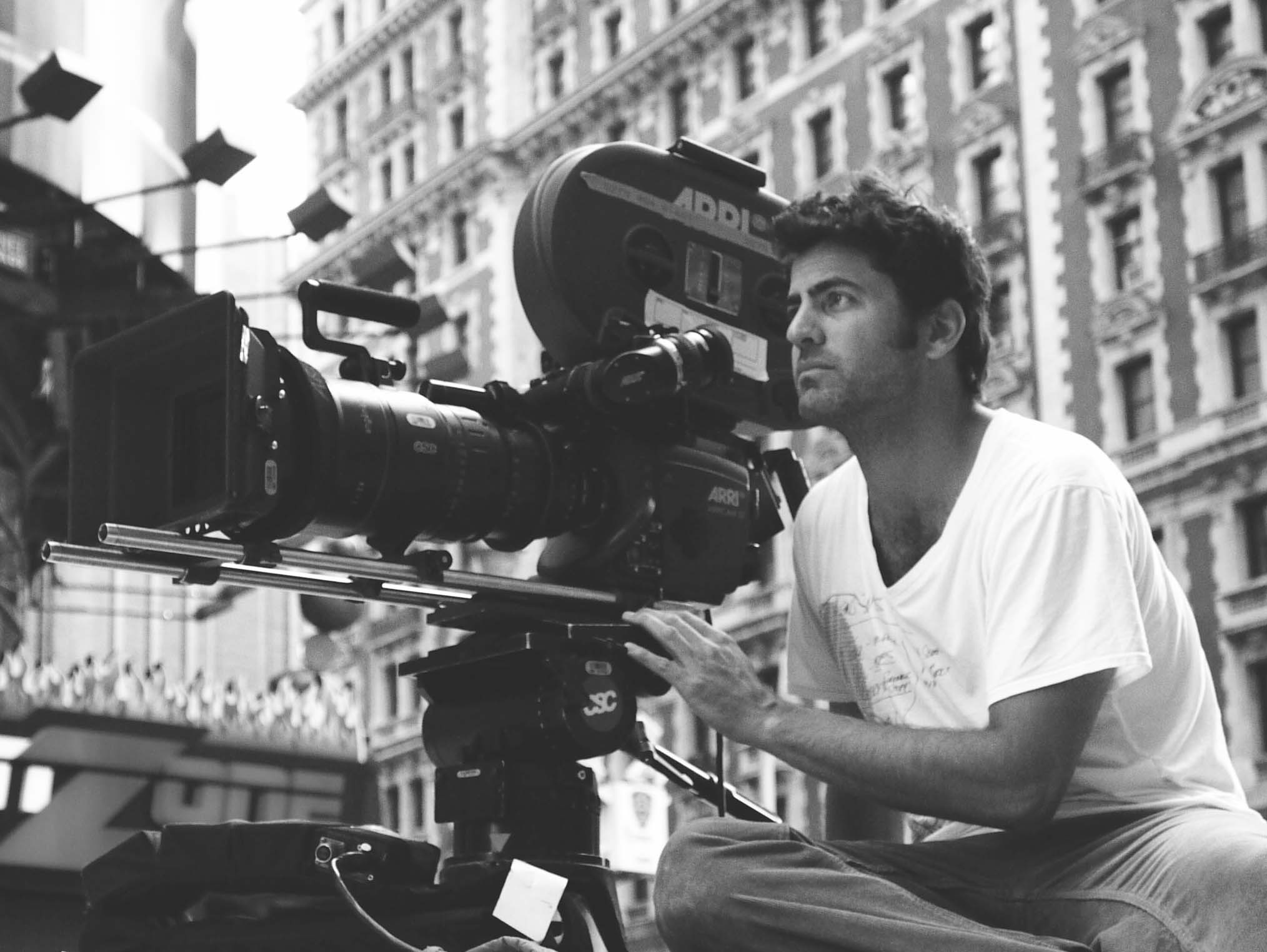
David M. Rosenthal en tournage à New York.

- 2013 : A Single Shot (uniquement réalisateur)
- 2015 : Un homme parfait (The Perfect Guy)
- 2018 : How It Ends (uniquement réalisateur)
- 2019 : Jacob's Ladder (uniquement réalisateur)
- 2022 : Sous emprise

### Producteur
- 2002 : Dylan's Run de Steven Johnson et David M. Rosenthal

### Acteur
- 2004 : See This Movie de David M. Rosenthal (simple apparition)

## Récompense
2004 : Best of the Fest dans la catégorie Meilleur long métrage pour See This Movie, partagé avec Joseph M. Smith (scénariste)